# Hagen
 For alternative betydninger, se Hagen (flertydig). (Se også artikler, som begynder med Hagen)
Hagen er en by i Tyskland i delstaten Nordrhein-Westfalen med cirka 188.814 indbyggere (2018). Byen ligger i den sydøstlige del af Ruhr-distriktet, 16 km syd for Dortmund, hvor floderne Lenne, Volme og Ennepe munder ud i floden Ruhr.
Hagen er en kredsfri storby og er den største by i Südwestfalen. Hagen betegnes ofte som „porten til Sauerland“.
Byen Hagen er medlem af Landschaftsverband Westfalen-Lippe og Regionalverband Ruhr og ligger i Metropolregion Rhein-Ruhr. Hagen er sæde for en amts og arbejdsret og flere overregionale betydende institutter og administrative forvaltningsenheder.
Hagen er også sæde for Tysklands eneste statslige fjernuniversitet.

## Historie
Hagen nævnes første gang skriftligt i 775.
Landsbyen Hagen stod i middelalderen tilbage politisk, økonomisk og samfundsmæssigt bag de nye grundlagte byer i omlandet, som f.eks Iserlohn og det i nabolaget beliggende Grafschaft Limburg.
1661 opnåede Hagen gennem grundlæggelsen af smediebebyggelsen Lange Riege i Eilpe en voksende økonomisk betydning. De forskellige smedier og hammerværkers maskiner blev drevet med vandkraft. Bebyggelsen strakte sig langs med vandløbet Selbecker Baches nærved ved dens udmunding i floden Volme.
1724 ødelagde en storbrand en stor del af Hagens bygninger. Med hjælp fra den preussiske stat kunne blev Hagen indenfor en kort tid genopbygget.
Den 3. september 1746 fik Hagen sin stadsret, men en dato hvornår Hagen officielt blev betegnet som by, har forskningen indtil nu ikke fundet.
I forbindelse med industrialiseringen blev Hagen i 1848 tilsluttet jernbanenettet og byen udviklede sig til et vigtigt jernbaneknudepunkt.
Omkring 1865 overhalede Hagen Iserlohn og var nu den økonomiske førende by i den sydvestlige del af Westfalen.
Fra 1871 til 1914 oplevede Hagen en blomstringstid. Gennem urbaniseringen og Industrialiseringen udviklede byen sig som hovedcentrum for hele regionen syd for floden Ruhr. I 1887 trådte Hagen forvaltningsretsligt ud af Kreis Hagen og blev en kredsfri by.
1921 blev der i den endnu selvstændige naboby Haspe blev der bygget et stort højovn- og stålværk, som fik navnet "Hasper Hütte".
Siden foråret 1922 eksisterede der en lokalafdeling af NSDAP. Byens indbyggertal var i 1928 steget til lidt over 100.000 og i 1939 til omkring 150.000 indbyggere. Under Krystalnatten den 9. november 1938 blev byens synagoge ved Potthofstraße ødelagt.
Under nationalsocialismen blev der også i Hagen mennesker med jødisk baggrund forfulgt og myrdet i koncentrationslejrene. Under den 2. verdenskrig blev den indre by gennem flere luftangreb næsten fuldstændig ødelagt, kun nabobydelene kunne bevare den daværende byggestil.
Fra 14. til 17. April 1945 besatte United States Army Hagen. Under luftangrebene omkom over 2200 mennesker. Over 10.000 af Hagens borgere som var i krigsindsats ved fronten døde.
Efter 2. verdenskrig lå Hagen i den britiske besættelseszone. I 1950erne- og 1960erne havde Hagen økonomisk vækst.
Troen på fremtiden og den tiltagende motorisering gjorde, bortset fra det bevarede historiske gadegrundplan, at resterne af den historiske bykerne forsvandt.

## Kendte personer født i Hagen
- 1960 – Nena, sangerinde

- Wikimedia Commons har flere filer relateret til Hagen